# Čokotar
Čokotar (cyr. Чокотар) – wieś w Serbii, w okręgu rasińskim, w gminie Brus. W 2011 roku liczyła 28 mieszkańców.